# 프티라
프티라(Ftira)는 고리 모양의 팽창된 몰타 빵으로, 일반적으로 정어리, 다랑어, 감자, 신선한 토마토, 양파, 케이퍼, 올리브와 같은 속재료를 넣어 먹는다. 지역적 변형으로는 고조 프티라가 있는데, 이는 샌드위치보다 피자처럼 제공된다. 고조 프티라는 얇게 썬 감자를 얹은 개방형으로 제공되거나 칼초네처럼 접힌다.

## 무형문화유산
몰타 의회가 유네스코의 무형문화유산 보호 협약 비준을 만장일치로 승인한 후, 2018년 몰타 문화국은 몰타 프티라를 유네스코 무형문화유산 목록에 포함시키기 위한 청원을 시작했다. 현지 전문가에 따르면, 문화국 국가 목록에 등재된 '몰타 프티라 만들기'는 16세기로 거슬러 올라간다. 대중의 강력한 요청에 따라 몰타 정부는 몰타 프티라의 요리 예술과 문화를 유네스코에 무형문화유산으로 고려해달라고 제출할 것이라고 발표했다. 2020년, "일-프티라, 몰타의 납작한 발효빵의 요리 예술 및 문화"가 유네스코 무형문화유산 목록에 추가되었다.

## 같이 보기
- 몰타 요리
- 몰타 요리 목록